# Teenage Mutant Hero Turtles: Fall of the Foot Clan
Teenage Mutant Hero Turtles: Fall of the Foot Clan, ou Teenage Mutant Ninja Turtles: Fall of the Foot Clan en Amérique du Nord, ou simplement Teenage Mutant Ninja Turtles au Japon, est un jeu vidéo de plates-formes développé et édité par Konami sur Game Boy en 1990. Le jeu est basé sur la série télévisée d'animation Les Tortues ninja.

## Histoire
Leonardo, Michelangelo, Raphael et Donatello partent à la recherche de leur amie April O'Neil qui s'est fait enlever par Krang et Shredder.

## Système de jeu
Le joueur peut sélectionner une des quatre tortues ninja, chacune ayant son arme propre et son style de combat. Il est aussi possible pour le joueur d'échanger les commandes d'attaques et de sauts entre les boutons A et B de la console. Une attaque pendant un saut permet de donner un coup de pied sauté, tandis que s'il attaque en position accroupie il enverra un shuriken.
Le joueur traverse un total de cinq niveaux où il doit affronter les larbins de Krang et Shredder. Chaque niveau se termine par un boss. Si une tortue perd toute sa vie, elle se fait capturer et le joueur peut en sélectionner une nouvelle. Si elles sont toutes capturées, alors la partie est terminée. On peut récupérer des tortues emprisonnées (ou regagner de la vie) en gagnant les mini-jeux cachés à travers les niveaux. Il est aussi possible de récupérer de la vie en mangeant des pizzas situées à certains endroits ou récupérées après avoir tué certains ennemis.